# Otto von Steinbeis

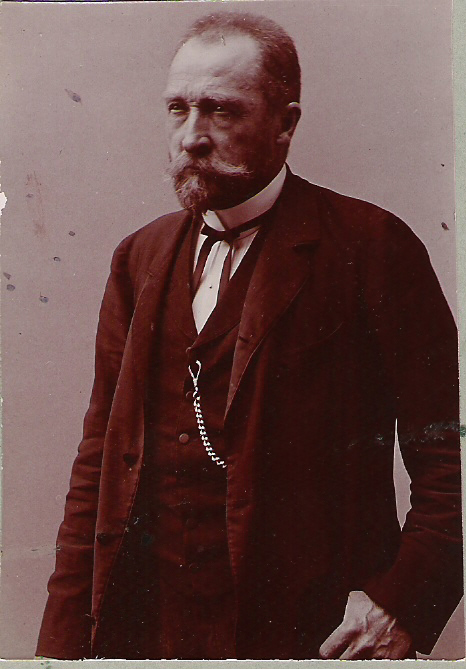
Otto von Steinbeis um 1896

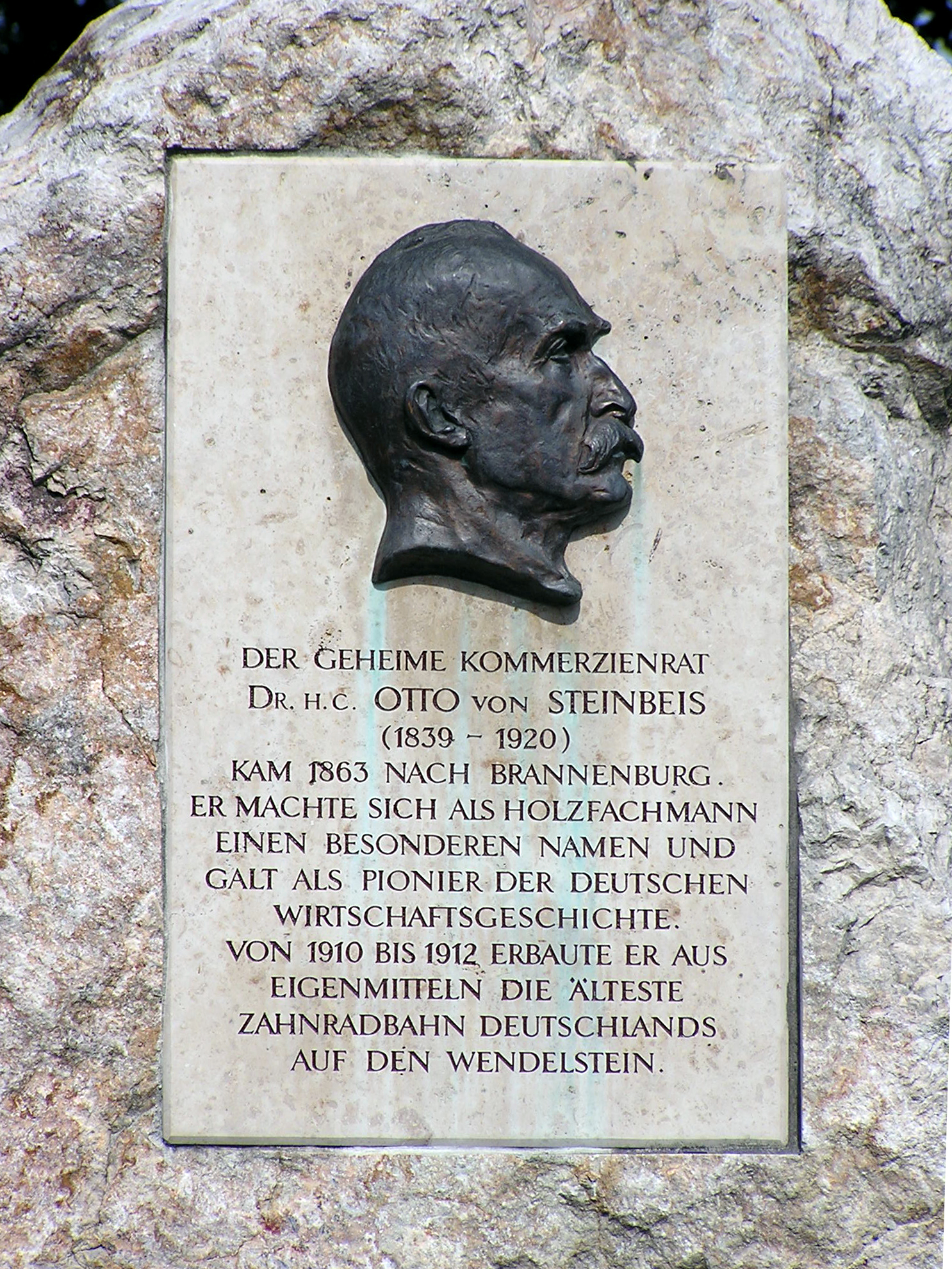
Denkmal an der Rosenheimer Straße (Staatsstraße 2089) in Brannenburg an der Stelle, an der bis 1961 die Wendelsteinbahn die Bundesstraße kreuzte.

Otto von Steinbeis (* 7. Oktober 1839 in Bachzimmern; † 27. Dezember 1920 in Brannenburg am Inn) war ein deutscher Unternehmer und Industriepionier.

## Leben
Otto Steinbeis wurde im damals bereits badischen Bachzimmern im vormaligen Fürstentum Fürstenberg geboren, wo sein Vater Ferdinand von Steinbeis Leiter des Fürstlichen Hüttenwesens war. Seit seinem Vater 1855 das Komturkreuz des Ordens der Württembergischen Krone verliehen wurde, welches mit dem Adelstitel verbunden war, führte die Familien den Namen „von Steinbeis“.
1863 wurde Steinbeis von einem Konsortium württembergischer Industrieller und Bankiers als Geschäftsführer der neu gegründeten Firma Otto Steinbeis & Consorten nach Brannenburg entsandt. Geschäftszweck war die Nutzung der lokalen Holzvorräte, dabei erfolgte unter anderem die Gründung des Thonwerkes Kolbermoor Steinbeis & Consorten (1875) zur Produktion von Dachfalz-Ziegeln.
Ab 1890 wurde die Kommanditgesellschaft aufgelöst und unter gleichem Namen als Einzelhandelsfirma weitergeführt, d. h. die Teilhaber wurden ausbezahlt. Zeitweilig war Steinbeis auch im Baugewerbe tätig. Mit den Münchner Architekten Gabriel und Emanuel von Seidl betrieb er das Baugeschäft Seidl & Steinbeis am Bavariaring 10 in München. Den Umbau seiner Villa in Brannenburg übernahm daher 1900 auch Emanuel von Seidl.
Ab 1893 nahm Steinbeis sein „Unternehmen Bosnien“ in Angriff. Mit der k.u.k. Monarchie Österreich-Ungarn schloss er hierzu einen ersten Abstockungsvertrag zur Verwertung von Tannen- und Fichtenholz in Bosnien. Das Unternehmen Bosnien existierte bis 1918, Rechtsnachfolger nach dem Ersten Weltkrieg war der Jugoslawische Staat, die Firma wurde in ŠIPAD (Šumske industrija, podravka Prijedor) umbenannt. Steinbeis hatte während der rund 25 Jahre auf dem Balkan eine vollständige Infrastruktur zur Bringung und Weiterverarbeitung der Holzvorräte geschaffen: ein in der Fachliteratur als Steinbeisbahn bezeichnetes Schmalspurbahnnetz von rund 400 km, Sägewerke in Dobrljin und Drvar, Wohnhäuser, Krankenhäuser, eine Zellulosefabrik, eine Fassfabrik und eine Ziegelei.
Die Gewinne ermöglichten Steinbeis den Bau der Wendelsteinbahn, der ersten Bergbahn der bayerischen Alpen (Eröffnung am 25. Mai 1912) sowie den Erwerb einer Papierfabrik in Bruckmühl.
Bei der Planung der Wendelsteinbahn überzeugte Steinbeis den bayerischen Prinzregenten Luitpold davon, diese mit elektrischer Energie aus Wasserkraft zu betreiben.
Aus Steinbeis' unternehmerischen Aktivitäten entwickelten sich in weiterer Folge nach dem Zweiten Weltkrieg die Firmen Zweckform (heute Avery-Zweckform), Steinbeis-Temming Papier, Steinbeis Packaging (heute CCL-Label) und Steinbeis Gessner (heute Neenah Gessner).
Steinbeis war Geheimer Kommerzienrat und hatte 1914 durch König Ludwig III. das Ritterkreuz des Verdienstordens der Bayerischen Krone erhalten.
Sein Grab liegt auf dem Friedhof von Flintsbach am Inn.